# Jamaican International 2018
Die Jamaican International 2018 im Badminton fanden vom 27. Februar bis zum 4. März 2018 in Kingston statt.

## Sieger und Platzierte
| Disziplin    | Gold                                       | Silber                             | Bronze                                                |
| ------------ | ------------------------------------------ | ---------------------------------- | ----------------------------------------------------- |
| Herreneinzel | Jason Ho-Shue                              | Sheng Xiaodong                     | Harshit Aggarwal                                      |
| Herreneinzel | Jason Ho-Shue                              | Sheng Xiaodong                     | Osleni Guerrero                                       |
| Dameneinzel  | Jamie Hsu                                  | Daniela Macías                     | Crystal Pan                                           |
| Dameneinzel  | Jamie Hsu                                  | Daniela Macías                     | Jamie Subandhi                                        |
| Herrendoppel | Tarun Kona Saurabh Sharma                  | Gareth Henry Samuel Ricketts       | José Guevara Daniel La Torre                          |
| Herrendoppel | Tarun Kona Saurabh Sharma                  | Gareth Henry Samuel Ricketts       | Filip Budzel Peder Søvndal                            |
| Damendoppel  | Jamie Hsu Jamie Subandhi                   | Inés Castillo Paula La Torre       | Micaela Flores Fernanda Saponara Rivva                |
| Damendoppel  | Jamie Hsu Jamie Subandhi                   | Inés Castillo Paula La Torre       | Stefany Ying Chie Chen Chen Valeria Carolina Wong Lam |
| Mixed        | Osleni Guerrero Yeily Mari Ortiz Rodriguez | Leodannis Martínez Taymara Oropesa | Garron Palmer Christine Leyow                         |
| Mixed        | Osleni Guerrero Yeily Mari Ortiz Rodriguez | Leodannis Martínez Taymara Oropesa | Shae Michael Martin Sabrina Scott                     |